# Lampides conferenda
Lampides conferenda är en fjärilsart som beskrevs av Butler 1886. Lampides conferenda ingår i släktet Lampides och familjen juvelvingar. Inga underarter finns listade i Catalogue of Life.